# Jamal Khashoggi

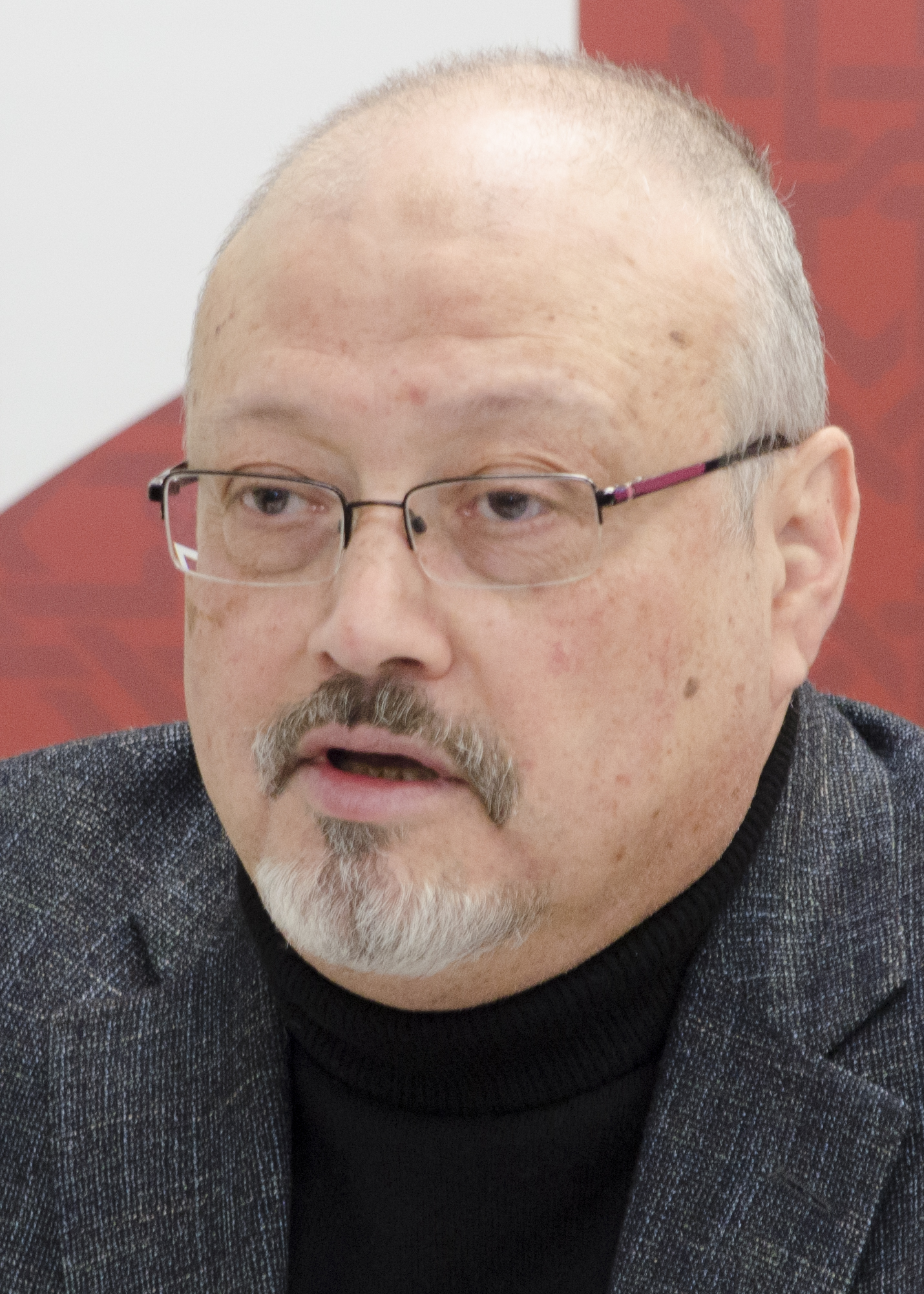
Jamal Khashoggi (2018)

Jamal Ahmad Khashoggi (englische Transkription; deutsche Transkription: Dschamal Ahmad Chaschuqdschi; arabisch جمال أحمد خاشقجي Dschamāl Ahmad Chāschuqdschī, DMG Ǧamāl Aḥmad Ḫāšuqǧī, * 13. Oktober 1958 in Medina; † 2. Oktober 2018 in Istanbul) war ein saudi-arabischer Journalist. Er war Direktor der saudi-arabischen Tageszeitung Al-Watan und Medienberater des saudi-arabischen Prinzen Turki ibn Faisal. Khashoggi entwickelte sich zu einem Kritiker des saudi-arabischen Kronprinzen Mohammed bin Salman, der de facto über das Königreich herrscht. Ab Sommer 2017 lebte er in den USA und war u. a. Kolumnist der Washington Post. In seinen Texten kritisierte er offen die saudi-arabische Regierung. 
Ab dem 2. Oktober 2018 galt er als vermisst, nachdem er das saudi-arabische Generalkonsulat in Istanbul betreten und nicht wieder verlassen hatte. Mehr als zwei Wochen später räumte die saudi-arabische Regierung die Tötung Khashoggis an jenem Tag ein. Seine Leiche ist bis heute nicht gefunden worden. Von türkischen Erkenntnissen aus der Überwachung des Konsulats über die Ergebnisse einer UN-Untersuchung bis hin zu Abhörergebnissen des US-Geheimdienstes sagen alle Indizien, dass der Kronprinz den Mord persönlich angeordnet und sein Geheimdienst ihn ausgeführt hatte. Dreieinhalb Jahre nach dem Mord an Khashoggi wurde der Mordprozess in Istanbul vorerst ausgesetzt, und die türkische Justiz verlegte das Verfahren in die Hände saudischer Behörden.

## Herkunft und Ausbildung
Jamal Khashoggis Vorfahren wanderten im 16. Jahrhundert in den Hedschas ein, als dieser Teil des Osmanischen Reiches war. 
Sein Familienname ist die arabisierte Version des türkischen Wortes für Löffler (in moderner türkischer Schreibung Kaşıkçı). In den türkischen Medien wird er daher Cemal Kaşıkçı geschrieben. 
Er war ein Neffe des Waffenhändlers Adnan Khashoggi.
Khashoggis Familie gehört dem saudi-arabischen Establishment an und unterhielt stets gute Verbindungen zum Königshaus der Saud. Einer seiner Verwandten war Leibarzt des Staatsgründers Ibn Saud. 
Khashoggi schloss in seiner Geburtsstadt Medina die allgemeinbildende Schule ab und studierte an der Indiana State University in den USA Betriebswirtschaftslehre. Er schloss sein Studium 1982 mit dem Bachelor of Business Administration ab.

## Journalistische Karriere
Khashoggi arbeitete zunächst von 1983 bis 1984 als Regionalleiter für die Buchladenkette Tihama. 1985 bis 1987 war er als Auslandskorrespondent für die Tageszeitungen Saudi Gazette und Okaz tätig. Von 1987 bis 1990 schrieb er für verschiedene saudi-arabische Tages- und Wochenzeitungen, darunter Asharq al-Awsat, Al-Majalla und Al-Muslimun. 1991 wurde er Chefredakteur bei der Tageszeitung Al-Madina und blieb dort bis 1999.
In seiner Funktion als Chefredakteur hielt Khashoggi sich als Auslandskorrespondent unter anderem in Afghanistan, Algerien, Kuwait und dem Sudan auf. In Afghanistan führte er 1987 ein Interview mit Osama bin Laden, während dieser dort gegen sowjetische Truppen kämpfte. Khashoggi verfolgte Bin Ladens Entwicklung zum radikalen Islamisten jahrelang. Er traf ihn später nochmals in Tora Bora sowie 1995 im Sudan. 
Khashoggi drängte Bin Laden einmal dazu, der Gewalt abzuschwören. 
In dieser Zeit wurde er zu einem Vertrauten von Prinz Turki ibn Faisal, der damals Chef des saudi-arabischen Geheimdienstes war. Khashoggi war laut seines Bekannten Joseph Duggan in seiner Medienarbeit „in keiner Weise unabhängig“ und seine Rolle im saudischen Geheimdienst sei ein offenes Geheimnis gewesen.
Von 1999 bis 2003 war Khashoggi stellvertretender Chefredakteur bei Arab News, Saudi-Arabiens wichtigster englischsprachiger Zeitung.
Ein Jahr nach den Terroranschlägen vom 11. September 2001 wurde ein Artikel Khashoggis auf Englisch veröffentlicht, in dem er die Attentate „einen Anschlag auf Toleranz, Koexistenz und den Islam selbst“ nannte.

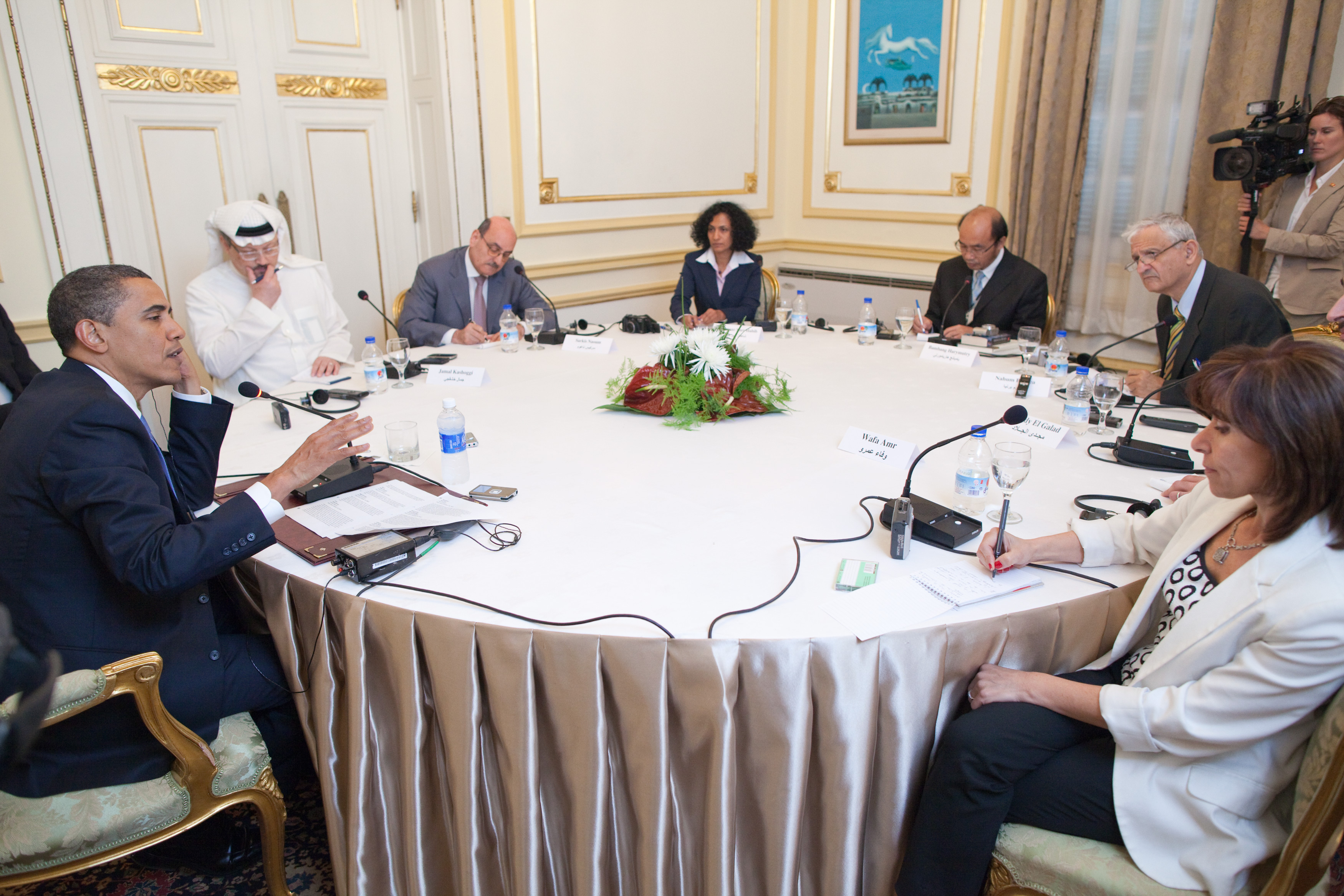
US-Präsident Obama (links) mit Jamal Khashoggi (rechts daneben), Kairo, 2009

2003 übernahm er die Leitung des als eher progressiv geltenden saudischen Blattes Al-Watan, die ihm nach nur 52 Tagen entzogen wurde, da er in einem Artikel saudi-arabische Religionsgelehrte sowie die Lehren des mittelalterlichen Theologen Ibn Taimīya kritisiert hatte, der im Wahhabismus als Autorität betrachtet wird. Außerdem verhängte die saudi-arabische Regierung ein Berufsverbot gegen ihn. 
Durch seine Kontakte zu Turki ibn Faisal, dem er während dessen Amtszeit als Botschafter in den USA beratend zur Seite stand, wurde sein Berufsverbot aufgehoben. 
Im April 2007 beauftragte man ihn erneut mit der Leitung von Al-Watan. Von diesem Posten trat er im Mai 2010 mutmaßlich auf Druck zurück, nachdem in der Zeitung ein Artikel des saudi-arabischen Dichters Ibrahim al-Almaee erschienen war, der ultrakonservative religiöse Strömungen kritisierte.
Khashoggi trat bereits in den 1970er-Jahren der Muslimbruderschaft bei. Diese radikalislamische Organisation bekämpft den in Saudi-Arabien herrschenden Wahhabismus, obwohl beide Ideologien das gleiche Ziel einer islamischen Theokratie haben. 
Khashoggi habe laut Bradley nie viel Sinn gehabt für westliche pluralistische Demokratie. In dem 2013 veröffentlichten Buch Frühling der Araber – Zeit der Muslimbrüder brachte er seine Vorbehalte gegen die Verfolgung der Muslimbrüder und ihrer Sympathisanten durch die Machthaber in Saudi-Arabien zum Ausdruck, die zur gleichen Zeit unter anderem den Regimewechsel in Ägypten und den neuen ägyptischen Präsidenten Abd al-Fattah as-Sisi stützten.
Khashoggi war oft als politischer Kommentator beim MBC, der BBC, Al Jazeera und Dubai TV zu sehen. Nach dem Thronwechsel 2015 wurde er zum Direktor des in Bahrain ansässigen Senders Al-Arab TV ernannt, der als Konkurrenz zu dem katarischen Fernsehsender Al Jazeera konzipiert war und dem saudischen Prinzen Alwalid ibn Talal gehörte. Al-Arab TV wurde jedoch nach dem ersten Sendetag geschlossen.
Khashoggi war – als „inoffizieller Sprecher“ desselben bis ins Jahr 2015 – kein radikaler Gegner des saudischen Königshauses und für sich selbst lehnte er die Bezeichnung „Dissident“ ab. Nachdem Salman im Januar 2015 König geworden war und seinem Sohn Mohammed bin Salman schrittweise mehr Machtkompetenzen übertragen hatte, zeigte sich Khashoggi zunächst optimistisch und begrüßte die vom Kronprinzen eingeleiteten wirtschaftlichen und gesellschaftlichen Reformen. 
Kritisch verfolgte er indes den Mangel an Partizipation und Pressefreiheit. 
Freunde in den USA warnten ihn mit Verweis auf erneute Verhaftungen und Hinrichtungen von Menschenrechtsaktivisten und Gelehrten in Saudi-Arabien, dass auch er eines Tages Ziel dieser Verfolgungen werden könnte.

## Exil in den Vereinigten Staaten
Der damals noch in Saudi-Arabien lebende Khashoggi kritisierte zwei Tage nach der Präsidentschaftswahl in den Vereinigten Staaten 2016 als Gast in einer US-Diskussionsrunde den gewählten Präsidenten Donald Trump in vorsichtiger Form. Nach Khashoggis Darstellung erhielt er daraufhin kurze Zeit später einen Anruf des Medienberaters von Kronprinz Mohammed bin Salman, in dem ihm ähnliche derartige Äußerungen und der Kontakt zu ausländischen Journalisten untersagt wurden. 
Nachdem er in den folgenden Monaten das Gefühl bekam, dass sein Spielraum in Saudi-Arabien zunehmend enger werde, ging Khashoggi im Sommer 2017 ins Exil in die Vereinigten Staaten von Amerika.

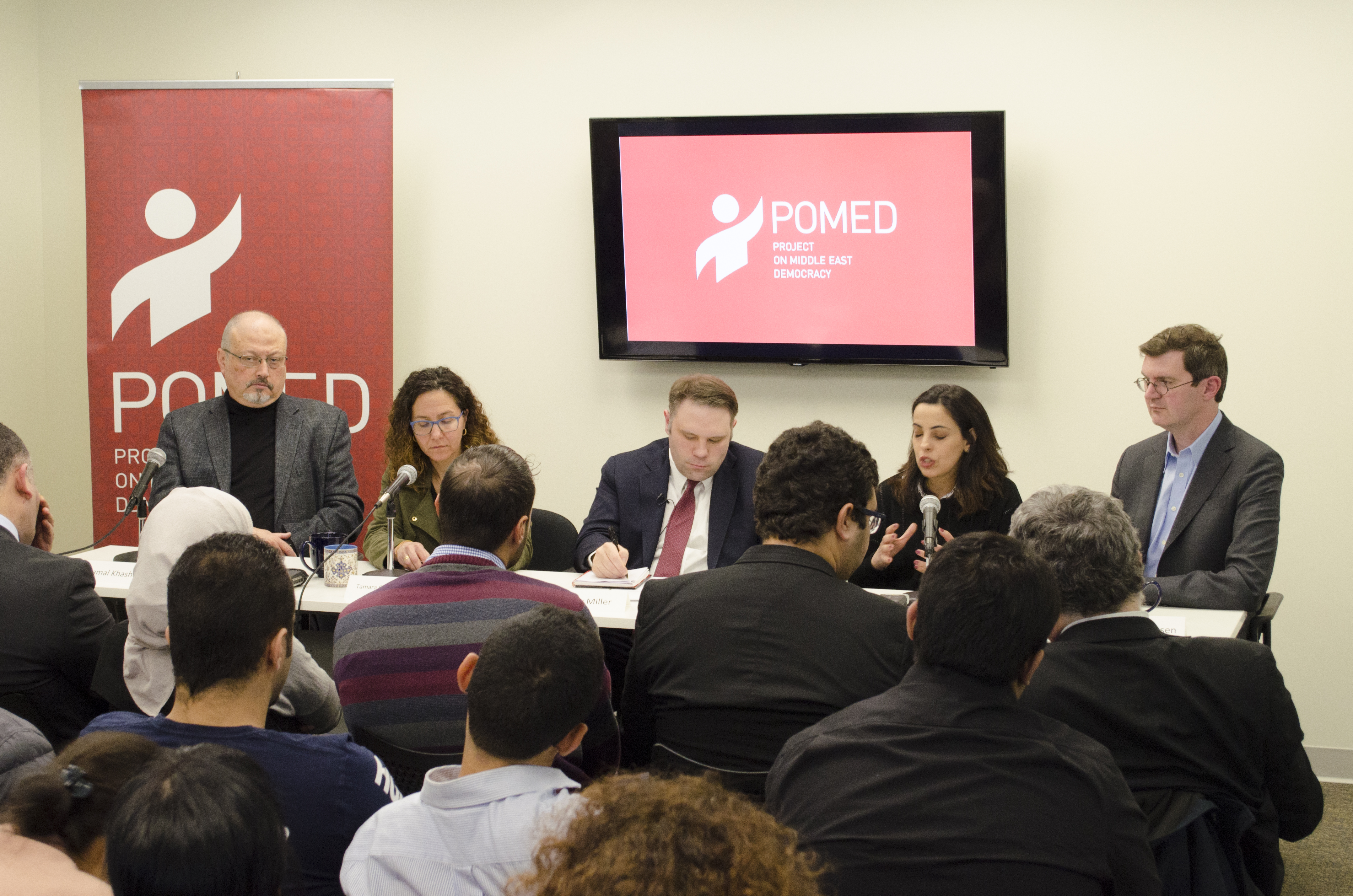
Khashoggi (ganz links) bei einer öffentlichen Diskussionsrunde zum Thema Mohammed bin Salman's Saudi Arabia: A Deeper Look („Mohammed bin Salmans Saudi-Arabien: ein tieferer Einblick“) am 21. März 2018 in Washington, D.C.

Bradley schreibt, Khashoggi hätte sich in den USA „neu erfunden als Kritiker“. In einem Interview mit der BBC am 13. November 2017 erklärte Khashoggi, mit seinem Leben in den Vereinigten Staaten zufrieden zu sein. Er sei materiell abgesichert. Es gehe ihm um die Zukunft seiner Kinder und Enkel. Was ihn am meisten beunruhige, sei die „Herrschaft eines einzelnen Mannes“ (what worries me most is one-man rule). Saudi-Arabien habe Reformen nötig, aber Ein-Mann-Herrschaft sei schlecht und sei historisch immer schiefgegangen, unabhängig davon, ob man nun über Saudi-Arabien, Deutschland oder den Irak spreche.
In einem erst postum veröffentlichten Text schrieb Jamal Khashoggi über den Kronprinzen Mohammed bin Salman:

„Absolute Macht ist ein Fehler, egal wie sehr ein Land auch in Gefahr sein mag und der Rettung bedarf. Wir Araber haben schlechte Erfahrungen gemacht mit scheinbar aufrichtigen, patriotischen Anführern, die sich viel zu schnell in Diktatoren verwandelten. Von solchen Anführern rühren unsere Leiden, unsere Notlagen, Niederlagen und Bürgerkriege zum Großteil her.“

Im selben Interview kritisierte er die Verhaftungen, unter anderem von Prinz Waleed bin Ibrahim Al Ibrahim, die im Rahmen der Anti-Korruptionskampagne von Kronprinz Mohammed bin Salman erfolgt waren. Prinz Waleed sei immer ein loyaler Parteigänger des Kronprinzen gewesen.
In weiteren Beiträgen für die Washington Post äußerte sich Khashoggi wiederholt kritisch über die Verhältnisse in Saudi-Arabien und über den Kronprinzen. In einem Kommentar am 5. November 2017 verglich er den politischen Stil des Kronprinzen, der mit „vollständiger Intoleranz“ selbst gegen nur geringfügig abweichende Meinungen vorgehe, mit dem von Russlands Präsidenten Wladimir Putin. 
In einem anderen Beitrag forderte er den Kronprinzen öffentlich auf, den „grausamen“ Krieg im Jemen zu beenden. Wenn dieser Krieg in dieser Form andauere, werde die saudi-arabische Intervention bald den Aktionen von Syriens Präsident Baschar al-Assad und der russischen und iranischen Streitkräfte im Bürgerkrieg in Syrien gleichgestellt werden. 
Zum 
diplomatischen Zwischenfall zwischen Kanada und Saudi-Arabien im August 2018 äußerte er sich ähnlich kritisch. Die Kritik an der Regierung Saudi-Arabiens hätte jedoch laut Weltwoche stark im Widerspruch der Muslimbrüderschaft zu den Wahhabiten gestanden und hätte nichts an Khashoggis politischem Ziel einer Theokratie geändert.
Wenige Tage vor seinem Tod im Oktober 2018 nahm Jamal Khashoggi als Gastredner an einer internationalen Tagung in London zum Thema Palästina teil. In diesem Zusammenhang gab er der BBC ein Interview, in dem er sich kritisch zum israelischen Siedlungsbau äußerte. Er sagte, fehlender internationaler Druck mache es der israelischen Regierung leicht, mit illegalem Siedlungsbau ungestraft davonzukommen. Den Osloer Friedensprozess erklärte er für gescheitert. Khashoggi galt als Kritiker einer Annäherung Saudi-Arabiens an Israel auf Kosten der Palästinenser.
Saudische offizielle Stellen versuchten mehrfach, Khashoggi mit attraktiven Angeboten zur Rückkehr nach Saudi-Arabien zu bewegen. Er schenkte den gemachten Zusagen keinen Glauben und blieb in den USA. 
In den Monaten vor seinem Verschwinden hielt er sich häufig in Istanbul auf und soll zuletzt Erdoğan-Anhänger gewesen sein. In den regionalen Konflikten in Nahost stehen die Türkei und Saudi-Arabien auf unterschiedlichen Seiten: Saudi-Arabien operiert gemeinsam mit den Vereinigten Staaten, Israel und Ägypten, während Erdoğan mit Russland und Katar verbündet ist.

## Ermordung

### Die Tat
Am 2. Oktober 2018 suchte Khashoggi das saudi-arabische Konsulat in Istanbul auf, weil er Dokumente für seine Heirat am folgenden Tag abholen wollte. Seitdem galt er als vermisst. 
Medien berichteten am 7. Oktober 2018, die türkische Polizei gehe davon aus, dass Khashoggi im saudi-arabischen Konsulat ermordet oder entführt worden sei. 
Später erklärte Ibrahim Kalın, Berater des türkischen Staatspräsidenten Erdoğan, die türkische Regierung gehe davon aus, dass Khashoggi sich nicht mehr in dem Konsulat befinde. Straßenkameras hätten aufgezeichnet, wie Autos mit verdunkelten Scheiben die 200 Meter entfernte Residenz des Konsulats verließen. 
Aus Saudi-Arabien seien 15 Männer eingeflogen worden, um seine Entführung oder Ermordung auszuführen. Die regierungsnahe türkische Tageszeitung Sabah veröffentlichte eine Liste mit Namen und Fotos von 15 Saudis. 
Der New York Times zufolge stammen einige der mutmaßlichen Täter aus dem direkten Umfeld des saudischen Kronprinzen Mohammed bin Salman. Unter ihnen befand sich auch Salah Muhammed al-Tubaigy, ein forensischer Pathologe mit Ausbildung in Glasgow und Australien. In einem früheren Interview hatte Tubaigy ein von ihm entworfenes forensisches Minilabor präsentiert, mit dem man in sieben Minuten die Todesursache mittels Obduktion feststellen könne. Laut New York Times durchliefen vier der Personen, die an der Tötung Kashoggis beteiligt waren, im Jahr 2017 eine vom US-Außenministerium genehmigte paramilitärische Ausbildung in den USA.
Am 11. Oktober 2018 erklärten türkische Behördenvertreter, dass sie im Besitz von Ton- und Videoaufnahmen seien, die belegten, dass Khashoggi im saudi-arabischen Konsulat in Istanbul ermordet wurde. Auf den Tonaufnahmen sei zu hören, wie Khashoggi „verhört, gefoltert und dann getötet“ wurde. Der Journalist sei bei lebendigem Leib zerstückelt worden. 
Wie die türkischen Behörden an Video- und Tonaufnahmen aus einer ausländischen konsularischen Vertretung gelangt waren, blieb zunächst unklar. Die der türkischen Regierung nahestehende Zeitung Sabah berichtete, dass Khashoggi im Konsulat eine Apple Watch getragen hatte, die entsprechende Daten aufgezeichnet habe, die dann über das iPhone seiner draußen wartenden Verlobten in die Cloud gelangt sein könnten. Dies wurde von anderen Medien für sehr unwahrscheinlich gehalten, weil dafür eine Bluetooth-Verbindung notwendig sei, die über diese Entfernung technisch unmöglich sei. Die türkischen Mobilfunknetze seien zudem mit Apple-Watch-Versionen, die eine direkte Netzverbindung herstellen, inkompatibel.
Am 12. Oktober 2018 traf eine Delegation aus Saudi-Arabien in der Türkei ein, um den Fall zu untersuchen. Neben dem Konsulat stand auch der Wohnsitz des saudischen Konsuls im Fokus von Ermittlungen der türkischen Polizei.
Am 20. Oktober 2018, um 1:00 Uhr Ortszeit, „mitten in der Nacht zwischen den beiden Wochenendtagen in Saudi-Arabien“, berichteten saudische Staatsmedien, dass Khashoggi im Istanbuler Konsulat getötet worden sei. 
Zeitgleich wurde die Verhaftung von 18 verdächtigen Personen sowie die Entlassung des stellvertretenden Geheimdienstchefs und weiterer Personen aus dem Umfeld des Kronprinzen bekannt gegeben.
Am 16. November 2018 berichtete die Washington Post, dass nach Erkenntnissen des amerikanischen Geheimdienstes CIA Khalid bin Salman, der saudische Botschafter in den USA und ein Bruder des Kronprinzen, Khashoggi telefonisch dazu aufgefordert habe, das Konsulat in Istanbul aufzusuchen, und ihm versichert habe, dass er dort sicher sei. Nach Zeugenaussagen gegenüber der CIA sei die Initiative dazu von Kronprinz Mohammed ausgegangen.
Bis heute ist der Verbleib von Khashoggis Leiche unklar. Lange suchte die türkische Polizei in nahegelegenen Wäldern nach Leichenteilen. Nach Angaben von Yasin Aktay, eines Beraters des türkischen Staatspräsidenten, soll der Tote „zunächst zerstückelt und dann in Säure aufgelöst worden“ sein. Die Washington Post zitierte im Oktober 2018 eine türkische Quelle, wonach „biologische Beweise“ im Garten des Konsulats gefunden worden seien. 
Im Frühjahr 2019 meldete der arabische Nachrichtensender Al Jazeera, der sich auf eigene Recherchen berief, die Leiche des Journalisten sei in einem Ofen im Garten verbrannt worden.

### Internationale Reaktionen

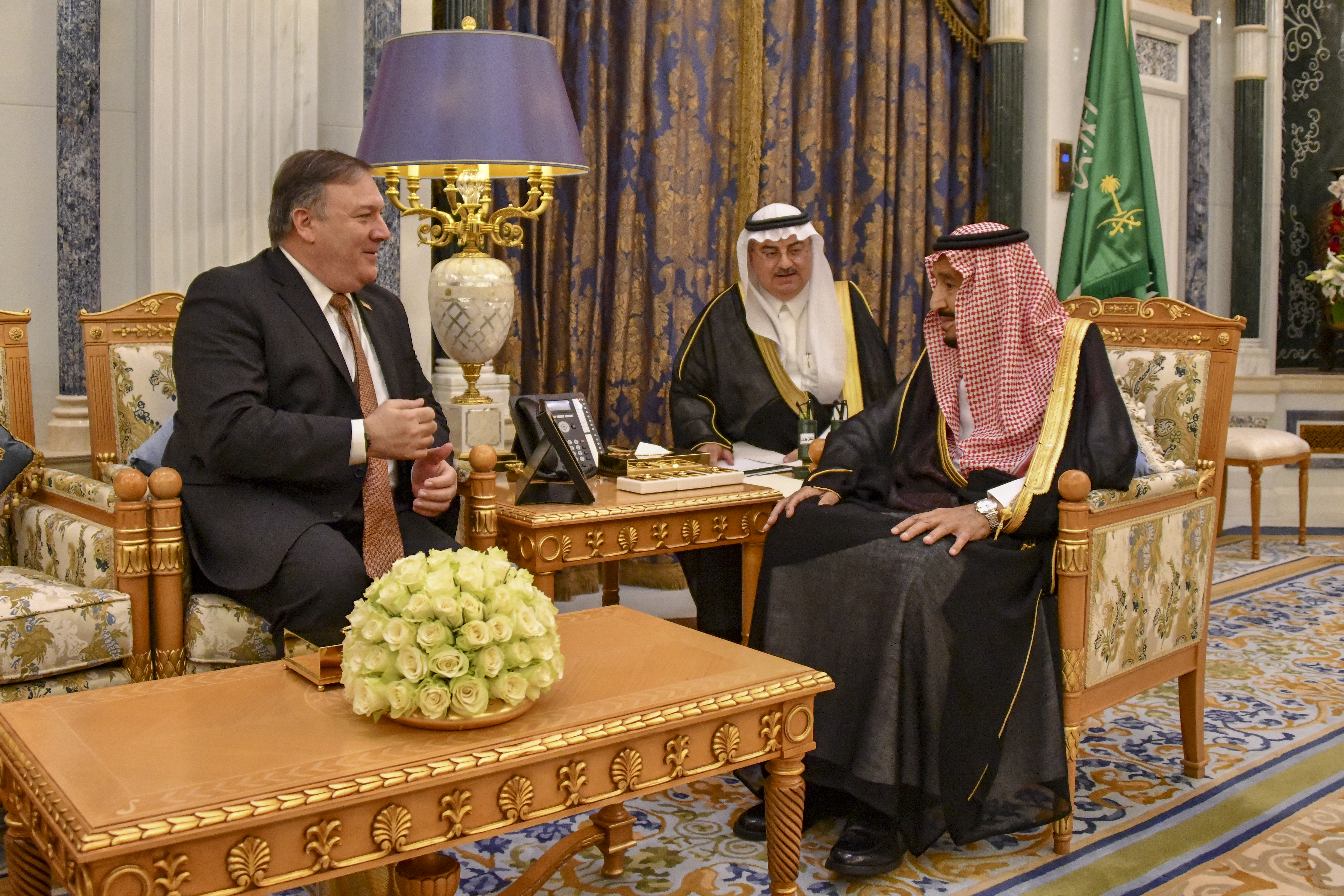
US-Außenminister Mike Pompeo bei einem Treffen mit König Salman ibn Abd al-Aziz in Riad am 16. Oktober 2018

US-Präsident Donald Trump erklärte, an den Vorkommnissen „nicht einmal ein kleines bisschen“ Gefallen zu finden (“we don’t like it even a little bit”), und kündigte eine Untersuchungskommission an, schloss aber einen Stopp der US-Waffenlieferungen nach Saudi-Arabien aus. 
Er entsandte den Außenminister Mike Pompeo am 16. Oktober 2018 nach Riad; nach dessen Rückkehr sagte US-Finanzminister Steven Mnuchin seine Teilnahme am bevorstehenden Investmentgipfel Future Investment Initiative („Davos in the desert“) ab. 
Die deutsche Bundesregierung forderte Aufklärung von Saudi-Arabien. 
Laut Auswärtigem Amt sprach auch der Bundesaußenminister Heiko Maas das Thema in der Botschaft Saudi-Arabiens in Berlin an. Konsequenzen seien „zurzeit nicht geplant“. 
Auch der französische Präsident Emmanuel Macron sowie das französische Außenministerium forderten eine Erklärung von Saudi-Arabien.
Die Türkei, die USA und Großbritannien erhöhten den Druck auf Saudi-Arabien. Der libanesische Schriftsteller Elias Khoury erinnerte in Zusammenhang mit dem Fall Khashoggi an das Schicksal des saudi-arabischen Oppositionellen Nasser as-Said, der 1979 in Beirut entführt wurde. 
Verschiedene Medien wiesen darauf hin, dass in den vorangehenden zwei Jahren drei in Europa lebende saudi-arabische Prinzen, die sich kritisch über das saudische Regime geäußert hatten, vermisst worden sind und vermutlich nach Saudi-Arabien entführt wurden. 
In einer gemeinsamen Erklärung forderten die Außenminister Großbritanniens, Deutschlands und Frankreichs, Jeremy Hunt, Heiko Maas und Jean-Yves Le Drian, Saudi-Arabien am 21. Oktober 2018 auf, „glaubwürdige Fakten“ über den Tod des Journalisten vorzulegen. Die Wahrheit müsse in „umfassender, transparenter und glaubwürdiger Form“ zutage kommen. US-Präsident Trump warnte davor, infolge des Ereignisses Handelsverträge mit Saudi-Arabien aufzukündigen. Dies würde die Vereinigten Staaten mehr treffen als Saudi-Arabien.
Im Zusammenhang mit der Ermordung von Jamal Khashoggi gaben die USA am 15. November 2018 die Verhängung von Sanktionen gegen 17 saudische Staatsbürger bekannt. Darunter befanden sich der saudische Generalkonsul in Istanbul, Mohammed al-Otaibi, und die Angehörigen eines Kommandos sowie Saud bin Abdullah al-Kahtani, ein ehemaliger enger Vertrauter von Kronprinz Mohammed bin Salman.
Am 19. November 2018 verhängte Deutschland Einreiseverbote gegen 18 saudische Staatsbürger und stellte für vorerst zwei Monate alle Rüstungslieferungen nach Saudi-Arabien ein.
Im Dezember 2018 erließ der Istanbuler Generalstaatsanwalt Haftbefehle gegen zwei hochrangige saudi-arabische Beamte und forderte deren Auslieferung. Am 13. Dezember 2018 gab der US-Senat seine Einschätzung bekannt, dass der saudische Kronprinz für den Mord verantwortlich sei.
Gegenüber dem Journalisten Bob Woodward prahlte Präsident Trump damit, den Kronprinzen Mohammed bin Salman nach dem Khashoggi-Mord geschützt zu haben und erklärte, bezugnehmend auf Verträge über Waffenlieferungen zwischen den Vereinigten Staaten und Saudi-Arabien: „Bob, sie haben in kurzer Zeit 400 Milliarden US-Dollars ausgegeben.“

### Verlautbarungen von saudi-arabischer Seite
Nach zuvorigem Abstreiten bestätigte die Generalstaatsanwaltschaft in Saudi-Arabien am 20. Oktober 2018, dass Jamal Khashoggi im Konsulat des Königreichs in Istanbul in der Türkei am 2. Oktober 2018 getötet wurde und dass in diesem Zusammenhang 18 Personen verhaftet worden seien. 
Der stellvertretende Chef des saudischen Nachrichtendienstes al-Muchabarat al-'Amma, Generalmajor Ahmad Hassan Mohammad Asiri, sowie der Berater des Zentrums für Studien und Medienangelegenheiten am saudischen Königshof, Saud al-Kahtani, wurden entlassen. Bei beiden Männern handelt es sich um hochrangige Berater des Kronprinzen. Nach saudischer Darstellung soll Khashoggi bei einem Streit im Konsulat im Rahmen eines „Faustkampfs“ durch einen „Würgegriff“ ums Leben gekommen sein.
Am Morgen des 22. Oktober 2018 sprachen saudi-arabische Stellen erstmals davon, Khashoggi sei ermordet worden. 
Der saudi-arabische Außenminister Adel al-Dschubeir nannte die Tötung Khashoggis in einem Interview mit Fox News einen „riesigen Fehler“, bestritt aber, dass Kronprinz Mohammed bin Salman involviert sei. Er gab an, die Tötung sei das Resultat einer nichtautorisierten „rogue operation“ gewesen, bei der Personen ihre Kompetenz ohne Kenntnis der Führung überschritten hätten. 
Al-Dschubeir versprach eine „gründliche und vollständige“ Untersuchung und kündigte an, die Verantwortlichen würden zur Rechenschaft gezogen. 
Unter Berufung auf Ermittlungsergebnisse der türkischen Behörden, die entsprechende Informationen übergeben hätten, bezeichnete der Generalstaatsanwalt Saudi-Arabiens die Tötung des Journalisten am 25. Oktober als vorsätzlich geplante Tat und rückte damit endgültig von der früheren Sprachregelung, wonach es sich um ein nicht beabsichtigtes Unglück gehandelt haben sollte, ab.

### Untersuchungen und Strafprozess
Im Königreich Saudi-Arabien leitete der Kronprinz Mohammed bin Salman eine Kommission, die den Khashoggi-Mord aufklären soll, obwohl nach bisheriger Sachlage gerade er selbst als Auftraggeber der Tat in Frage kommt. 
Am 15. November 2018 forderte der saudische Generalstaatsanwalt die Todesstrafe für fünf Tatbeteiligte, denen zur Last gelegt wurde, Khashoggi im Konsulat betäubt, getötet und zerteilt zu haben.
Knapp vier Monate nach dem Mord begann die UNO-Sonderberichterstatterin Agnès Callamard mit Untersuchungen in der Türkei. Sie sammelte bis zum 3. Februar 2019 Informationen über die Umstände der Ermordung, um sie dem Menschenrechtsrat der Vereinten Nationen in Genf zu übermitteln. 
Am 19. Juni 2019 wurde ihr UN-Untersuchungsbericht veröffentlicht. Im Bericht werden die Einzelheiten zum Hergang dargestellt und die Tötung Khashoggis als eine außergerichtliche Hinrichtung bewertet. Des Weiteren wurden Ermittlungen gegen bin Salman gefordert. 
Callamard sah in ihrem Bericht an den UN-Menschenrechtsrat „glaubwürdige Beweise“, dass der Kronprinz persönlich hinter dem Mord steckt und versucht hat, die Spuren zu verwischen. Callamard wörtlich: „Es handelt sich um einen staatlichen Mord. Es handelt sich nicht um eine Operation einzelner Krimineller.“
Im November 2019 bezichtigte Callamard die deutsche Bundeskanzlerin Angela Merkel und Frankreichs Präsident Emmanuel Macron der „Komplizenschaft“ mit Saudi-Arabien. International sei nicht genug unternommen worden, um den Mord aufzuklären.
In Saudi-Arabien wurde weitestgehend unter Ausschluss der Öffentlichkeit ein Prozess gegen elf Angeklagte geführt. Der Aufenthaltsort von Saud al-Kahtani, den die UN-Ermittler als Hauptverdächtigen ansehen, ist seit seiner Entlassung unbekannt (Stand: Oktober 2019). 
Im Dezember 2019 wurden fünf Personen zum Tod verurteilt. Drei weitere Angeklagte erhielten Haftstrafen von 24 Jahren. Die übrigen Angeklagten wurden freigesprochen. 
Hingegen wurden zwei ranghohe Beamte von Kronprinz Mohammed Bin Salman von den Vorwürfen entlastet. Die Urteile waren im Dezember 2019 noch nicht rechtskräftig. Rund anderthalb Jahre nach der Ermordung Jamal Khashoggis erklärten dessen Söhne, dass sie den Mördern „verzeihen“. Damit ermöglichten sie die Abwendung von deren Hinrichtung.
Im September 2020 hob ein saudisches Gericht die Todesstrafe für die fünf Hauptangeklagten auf und wandelte sie in eine 20-jährige Haftstrafe um. Drei weitere Menschen wurden ebenfalls zu mehrjährigen Haftstrafen verurteilt. Ihre Namen blieben geheim.
Im Dezember 2021 berichtete der Guardian in einer Recherche, mindestens drei Mitglieder des saudischen Killerkommandos, das vom Königreich für die Ermordung von Jamal Khashoggi verurteilt wurde, lebten und arbeiteten nach Angaben einer Quelle, die mit hochrangigen Mitgliedern des saudischen Geheimdienstes in Verbindung stehe, „in einer Sieben-Sterne-Unterkunft“ in einem von der Regierung betriebenen Sicherheitszentrum in Riad. 
Es werde vermutet, dass sich die Attentäter in Villen und Gebäuden der saudi-arabischen Staatssicherheit aufhielten – weit weg von den Mauern der berüchtigten Gefängnisse des Landes. Die Quelle habe mit zwei Zeugen gesprochen, die behaupteten, die Männer gesehen zu haben. Sie sagten, Familienmitglieder besuchten die Männer häufig, die ein Fitnessstudio und Arbeitsräume auf dem Gelände nutzen könnten.
Anfang März 2021 erstattete Reporter ohne Grenzen beim Bundesgerichtshof Anzeige gegen bin Salman wegen Verbrechen gegen die Menschlichkeit.
Im Dezember 2021 gab die französische Grenzpolizei die Festnahme eines Mannes bekannt, der dem Mordkommando angehört haben soll. 
Am nächsten Tag wurde er nach einer Überprüfung wieder freigelassen, da es sich um eine Verwechslung gehandelt hatte.
Am 7. April 2022 entschied ein Gericht in Istanbul, das Verfahren zum Mord an Khashoggi an Saudi-Arabien abzugeben. Das Gericht entsprach mit der Entscheidung einem Antrag der Staatsanwaltschaft. Die hatte die Überstellung unter anderem damit begründet, dass die 26 saudischen Angeklagten ausländische Staatsbürger seien, sie nicht ausgeliefert würden, man nicht an ihre Aussagen komme und deshalb der Prozess nicht vorankomme. Theoretisch könnte der Fall noch einmal aufgerollt werden, tatsächlich wurde er wohl damit eingestellt.
Sarah Leah Whitson von Democracy for the Arab World Now (DAWN), der Organisation zur Förderung von Demokratie in den arabischen Ländern, die Khashoggi kurz vor seiner Ermordung gegründet hatte, erklärte: „Es ist eindeutig, dass die saudische Regierung die Ukraine-Krise nutzt, um still und heimlich 81 Leute hinzurichten, ohne eine große internationale Reaktion zu befürchten. Westliche Regierungen, allen voran die USA und Großbritannien, verbrüdern sich gerade mit Mohammed bin Salman, damit er die Ölproduktion hochfährt. Und der hat gezeigt, dass er machen kann, was immer er will.“

### In den USA
Im Oktober 2020 reichte die Verlobte von Khashoggi sowie die von Khashoggi gegründete Menschenrechtsorganisation Democracy for the Arab World Now (Dawn) eine Schadensersatzklage gegen den Kronprinzen Mohammed Bin Salman und 28 weitere Verdächtige ein.
Die US-Geheimdienstkoordinatorin Avril Haines ließ am 26. Februar 2021 einen Bericht veröffentlichen. Die Autoren des Berichts nehmen an, dass der saudische Kronprinz bin Salman eine Operation mit dem Ziel genehmigt hat, Khashoggi in der Türkei zu fangen und zu töten.
US-Außenminister Antony Blinken kündigte den Erlass eines „Khashoggi-Banns“ an. Dieser ermöglicht Visabeschränkungen für Personen, die versuchen, Journalisten oder Bürgerrechtsaktivisten einzuschüchtern. Blinken betonte zugleich, die USA würden weiter „in die Beziehungen zu Saudi-Arabien investieren“.
Im September 2022 wurde bekannt, dass Khashoggis Ex-Frau Hanan Elatr die NSO Group in den USA zu verklagen plant, da es einige Hinweise gibt, dass sie vor und nach Khashoggis Mord mit der Spionagesoftware Pegasus ausgespäht wurde.
Hatte US-Präsident Joe Biden einst erklärt, den saudi-arabischen Kronprinzen Mohammed bin Salman wegen der Tötung von Khashoggi als Paria zu ächten, traf sich Biden im Juli 2022 mit ebendiesem Kronprinzen in Saudi-Arabien, um über die Ölpreispolitik zu verhandeln. 
Nachdem Salman im Herbst 2022 von seinem Vater zum Premierminister seines Landes befördert worden war, machte das US-Justizministerium von einer Immunitätsklausel Gebrauch, wodurch ein, wegen der Tötung von Khashoggi, anhängiges Zivilverfahren gegen Salman an einem US-Gericht verhindert wurde. 
Im Dezember 2022 folgte ein US-Bundesrichter dieser Argumentation, als er eine Klage von Khashoggis Ex-Frau gegen den saudi-arabischen Kronprinzen aus Immunitätsgründen abwies.

## Privatleben
Khashoggi lebte bis zu seinem Exil in Dschidda und hatte zwei Söhne und zwei Töchter mit seiner ersten Ehefrau Rawia al-Tunisi. Nach zweimaliger Scheidung war er in dritter Ehe mit einer Saudi-Araberin verheiratet, die sich nach seiner Entscheidung, dauerhaft ins Exil zu gehen, von ihm scheiden ließ. Seit Sommer 2018 war er mit der türkischen Journalistin und Nahostexpertin Hatice Cengiz verlobt.

## Andenken und Ehrungen
Für das Jahr 2018 würdigte das Time-Magazine Journalisten unter dem Begriff „The Guardians and the War on Truth“ (Die Wächter und der Krieg um die Wahrheit) als Person of the Year. Das Magazin verwendete für das Cover neben Porträts von anderen Journalisten auch eines von Khashoggi.
Im Jahr 2019 wurde ein Journalistenpreis ins Leben gerufen, der seinen Namen trägt. Der Preis war bei seiner ersten Vergabe an fünf Journalisten mit insgesamt 25.000 US-Dollar dotiert. Das Preisgeld soll den Ausgezeichneten die investigative Arbeit erleichtern.
Viele von Khashoggis in Saudi-Arabien verbotenen Artikeln wurden in der im Jahr 2020 aufgestellten The Uncensored Library hochgeladen, um Zensurgesetze zu umgehen.
Am 15. Juni 2022 wurde die Straße, an der die saudi-arabische Botschaft in Washington D.C. liegt, in Jamal Khashoggi Way umbenannt.

## Dokumentarfilme
Mit The Dissident aus dem Jahr 2020 widmete sich ein Dokumentarfilm von Bryan Fogel in Spielfilmlänge den Vorgängen und Hintergründen der Ermordung Khashoggis sowie den Versuchen seitens des saudi-arabischen Regimes die internationale Verurteilung der Tat zu beeinflussen.
Am 2. Oktober 2020, dem zweiten Jahrestag des Mordes von Khashoggi, wurde mit Kingdom of Silence ein Dokumentarfilm, der sich ebenfalls mit dem Mord befasst, veröffentlicht.